# 丸亀市猪熊弦一郎現代美術館
丸亀市猪熊弦一郎現代美術館（まるがめしいのくまげんいちろうげんだいびじゅつかん）は、香川県丸亀市にある美術館。略称はMIMOCA（ミモカ）。
丸亀市制施行90周年記念事業として、丸亀市出身の洋画家である猪熊弦一郎の画業顕彰と地域の美術振興を目的に開館した。猪熊から丸亀市に寄贈された約2万点の作品を所蔵・展示し、また現代美術を中心とする企画展などを開催している。建築設計は正統派モダニズム建築家の谷口吉生であり、1993年（平成5年）には第34回BCS賞を受賞し、1998年（平成10年）には建設省（現・国土交通省）によって公共建築百選に選ばれた。延床面積は約8000平方メートル。JR予讃線丸亀駅前広場に面している。

## 歴史
- 1989年（平成元年）11月21日 - 着工。
- 1991年（平成3年）6月20日 - 竣工。
- 1991年（平成3年）11月23日 - 開館[1]。
- 2018年（平成30年）12月25日～2020年（令和2年）4月17日 - 長寿命化計画に基づく工事のために長期休館[2]。

## 施設
- 展示室A - 常設展示室（天井高3.7m×壁長53m）
- 展示室B - 常設展示室（天井高9.0m×壁長63m）
- 展示室C - 企画展示室
- ミュージアムホール - 固定席170席
- 造形スタジオ
- 美術図書室 - 美術専門図書室、ビデオライブラリー
- ゲートプラザ
- ミュージアムショップ
- カフェレスト「ミモカ」
- カスケートプラザ - 滝とオブジェのある庭園

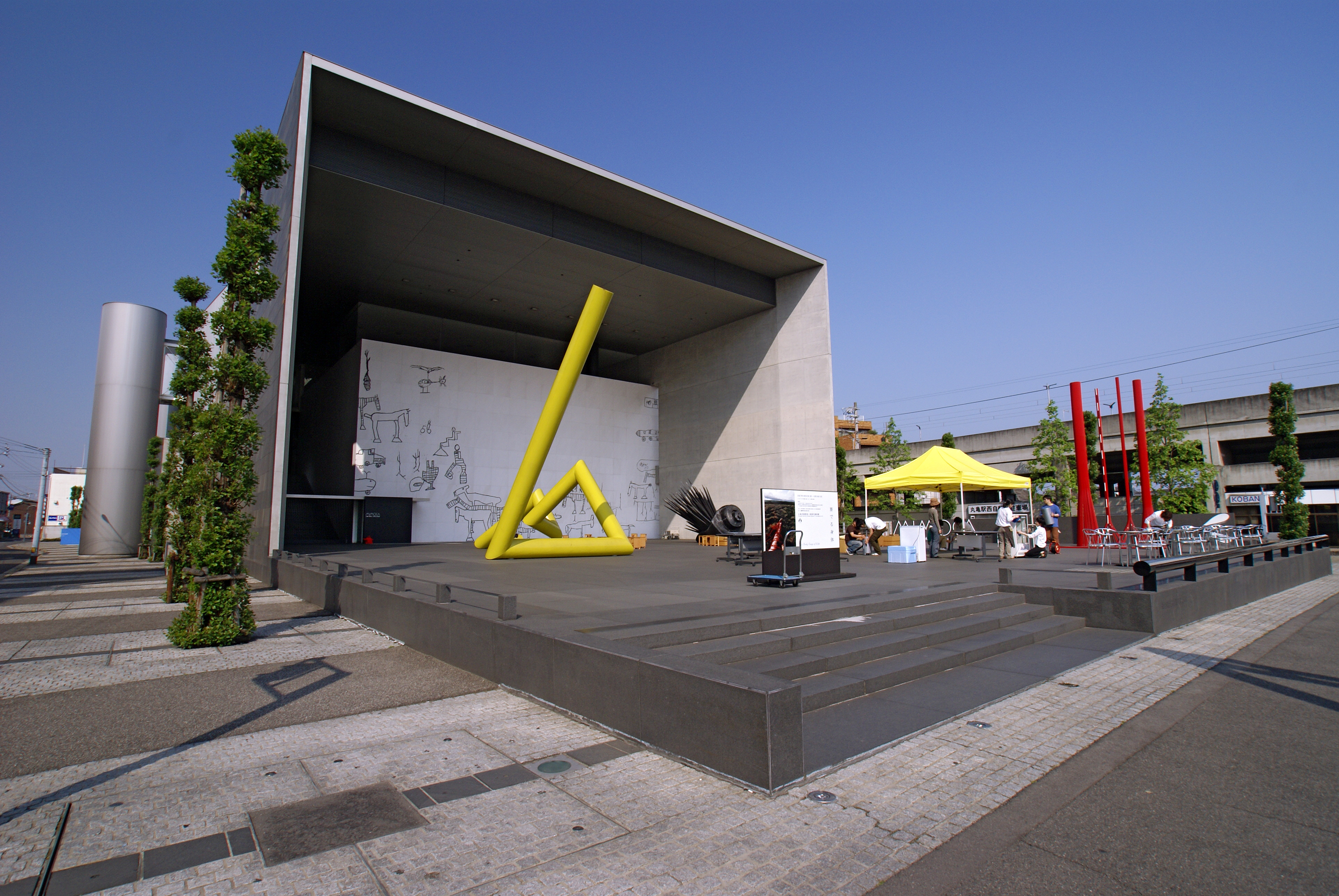
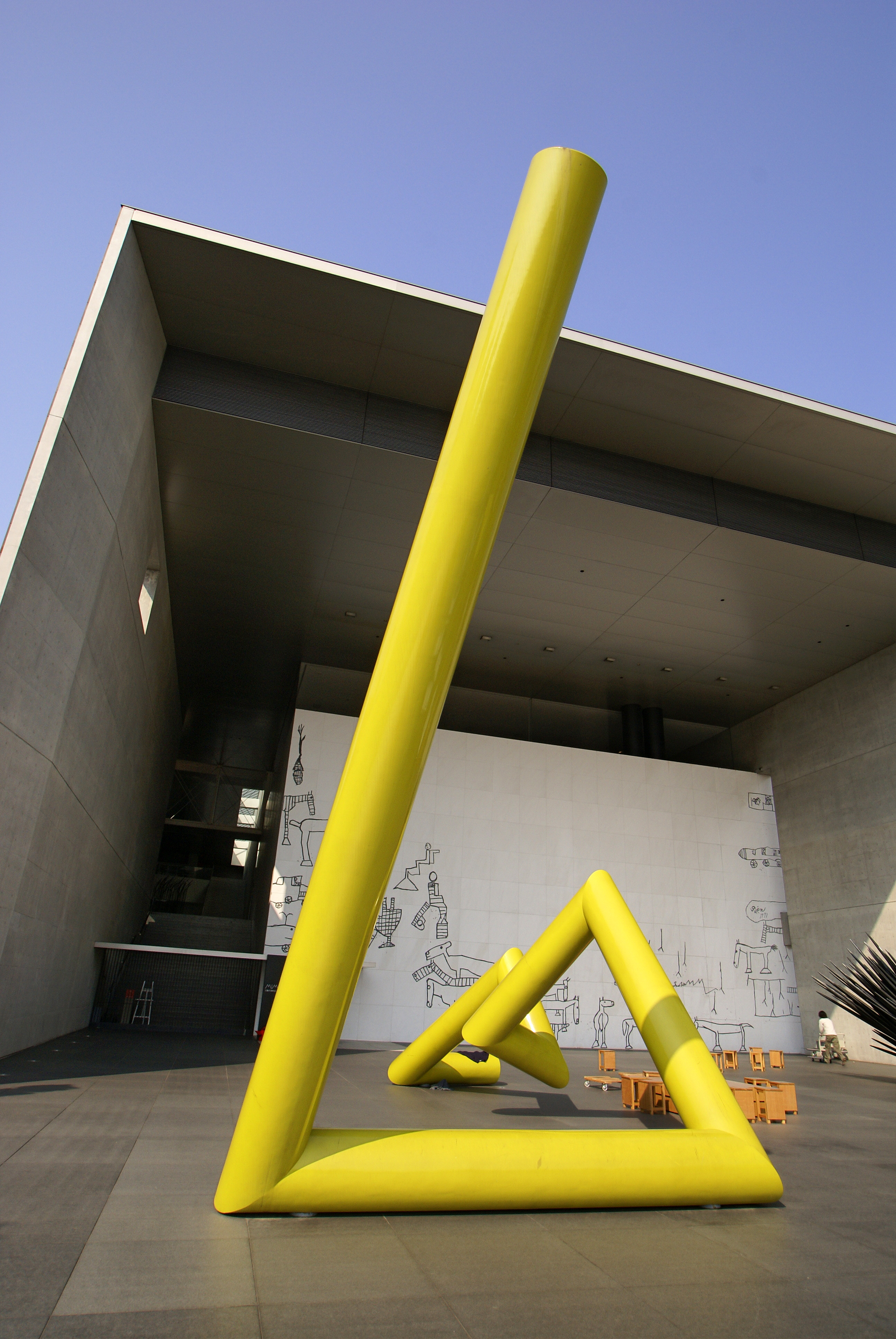
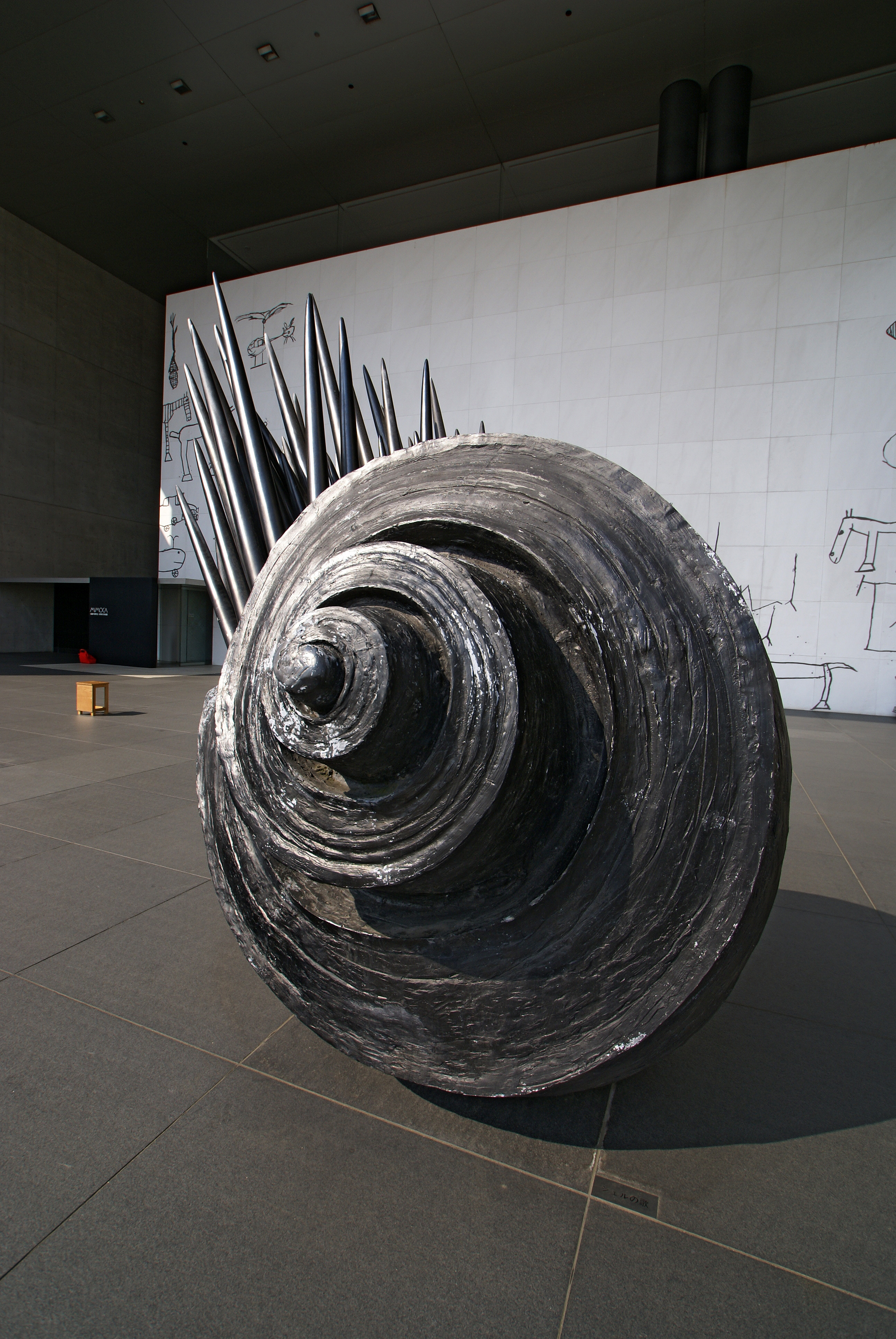
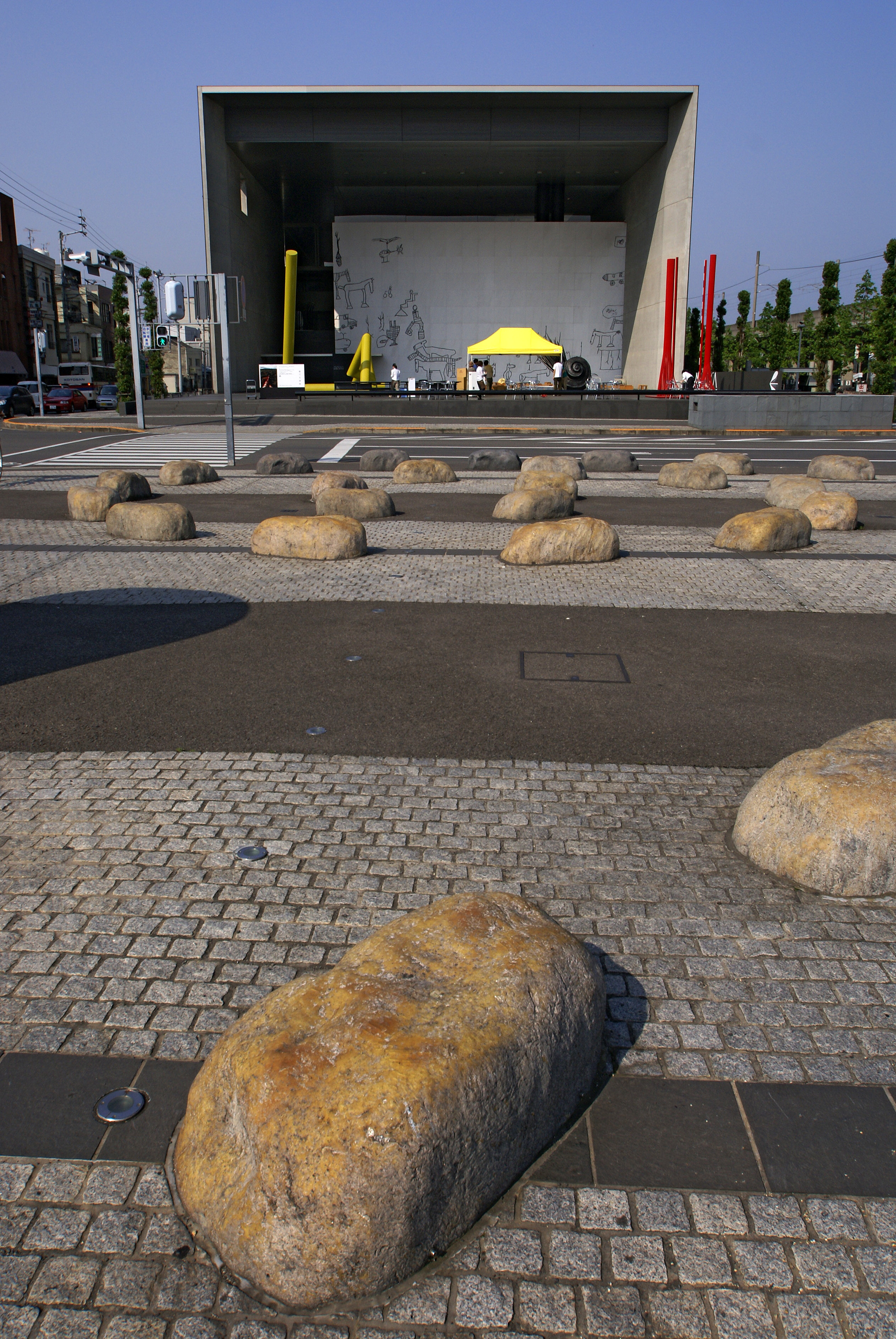

## 建築概要
- 設計 - 谷口吉生
- 竣工 - 1991年
- 敷地面積 - 5,975m2
- 建築面積 - 3,604m2
- 延床面積 - 8,000m2
- 構造 - SRC造
- 規模 - 地上3階、地下1階
- 所在地 - 〒763-0022 香川県丸亀市浜町80番地1
- 受賞 - 第26回SDA賞（1992年）、第34回BCS賞（1993年）、第7回村野藤吾賞（1994年）、第5回公共建築賞特別賞（1996年）、公共建築百選（1998年）

## 交通アクセス
- JR予讃線丸亀駅から徒歩2分